# Mauritz Andersson

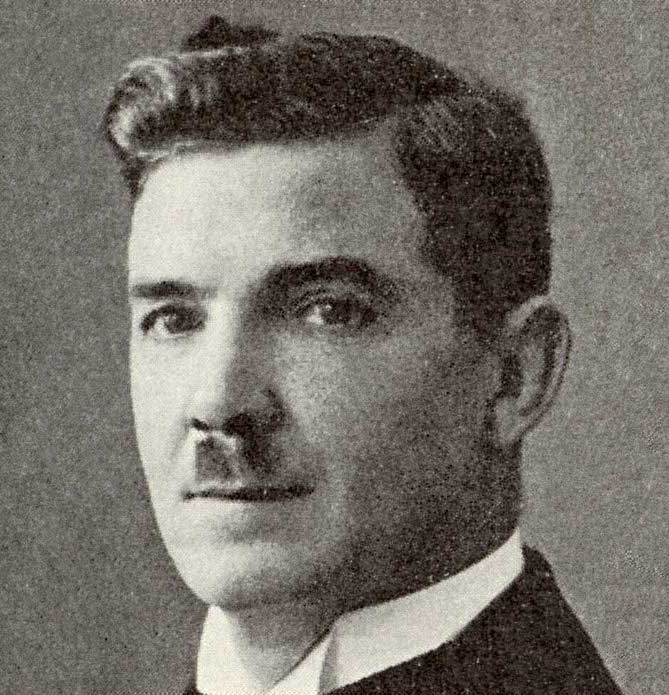
Mauritz Andersson

Mauritz Olof Andersson (Göteborg, 22 de setembro de 1886 - Göteborg, 1 de novembro de 1971) foi um atleta olímpico sueco, competidor da luta greco-romana.
Participou de duas Olimpíadas: 1908 (Londres) e 1912 (Estocolmo). Nos jogos de 1908, foi para a final da categoria média com o compatriota Frithiof Martensson e após um adiamento de 24 horas para a recuperação de seu adversário, perdeu a final, porém, o fato tornou-se histórico pelo “Espírito Olímpico” de Mauritz.